# Park Sung-woo
박성우
Œuvres principales
Première œuvre : Dark striker
Autres ouvrages :
- Kurokami

Dans ce nom coréen, le nom de famille, Park, précède le nom personnel.
Park Sung-woo (박성우) est un manhwaga né à Pusan en Corée du Sud le 7 juillet 1972.

## Biographie
Park Sung-woo commence sa carrière de manhwaga en 1993 avec la manhwa Dark striker publié dans le magazine sud-coréen IQ Jump (Seoul Cultural).
En 2005, il entame la publication chez Shūeisha de Kurokami en tant qu'illustrateur, Lim Dall-young écrit le scénario. Le succès du manga lui vaut une adaptation en anime en 2009.

## Œuvres
- 1993 : Dark striker, 6 tomes, Seoul Cultural, Éditions Tokebi
- 1997-2001 : Chun Rhang Yul Jun, 13 tomes, Seoul Cultural
- 1997 : Sirius, 9 tomes, Seoul Cultural, Tokebi
- 2000 : Peigenz avec Oh Rhe Bar Ghun, 8 tomes, Samyang
- 2001 : Cyber Doll
- 2001 : Zero avec Lim Dall-young, illustration, 10 tomes, Daiwon C.I., Tokebi
- 2001-2007 : Now, 25 tomes, Seoul Cultural, Éditions Paquet
- 2004 : Deja-vu avec Youn In-wan, Yang Kyung-il, Yoon Seung-ki, Kim Tae-hyung, illustration, one shot, Daiwon C.I., Soleil
- 2005-2012 : Kurokami avec Lim Dall-young, illustration, 19 tomes, Shūeisha, Ki-oon
- 2008 : Meteo Emblem, 2 tomes, Square Enix
- 2008-en cours : Anima Cal Livs, 5 tomes, Shūeisha
- 2014 : The Wave(Padong / 파동) avec Choi Hae Wung, 33 chapitres, Lezhin Comics
- 2014 : Märchen( 마루한 - 구현동화전), 150 chapitres, Naver